# Ségolène Royal
Marie-Ségolène Royal (Dakar, Frans-West-Afrika, 22 september 1953) is een Franse politica van de Parti Socialiste. Zij was de kandidaat van haar partij bij de presidentsverkiezingen van 2007. Van 1 april 2014 tot 14 mei 2017 was ze minister van Ecologie, Duurzame Ontwikkeling en Energie in de regeringen Valls I en Valls II en minister van Milieu, Energie en de Zee in de regering-Cazeneuve.

## Biografie
Royal studeerde aan de École nationale d'administration. Later werkte zij als rechter aan een administratieve rechtbank. In 1988 werd zij voor de eerste maal verkozen in de Franse Assemblée Nationale als vertegenwoordiger van het departement Deux-Sèvres. In 1992 en 1993 was zij minister voor milieuzaken in de regering van Pierre Bérégovoy. In 1993 en 1997 werd zij opnieuw in het parlement verkozen. In 1997 trad zij opnieuw toe tot de regering, allereerst als minister voor onderwijs (1997-2000) en later als minister voor arbeid, sociale solidariteit, gezinnen, kinderen en gehandicaptenzorg (2000-2002).
Royal vervulde ook een groot aantal functies in lokale bestuursorganen, als gemeenteraadslid van Melle (1989-1995) en van Niort (1995-2001) als lid van de Conseil général van het departement Deux-Sèvres (1992-1998) en als lid van de Conseil régional van de regio Poitou-Charentes (1992). In 2004 won zij de verkiezingen voor het presidentschap van de regio Poitou-Charentes, waarbij ze een overwinning behaalde op haar voorganger Elizabeth Morin, die de steun genoot van de toenmalige Franse premier Jean-Pierre Raffarin.
Eind 2005 verklaarde Royal dat zij zich waarschijnlijk kandidaat zou stellen voor de Franse presidentsverkiezingen van 2007. In een verkiezingspeiling van februari 2006 zou zij zelfs een voorsprong gehad hebben op de belangrijkste kandidaat van het rechtse kamp, Nicolas Sarkozy. Indien zij deze verkiezingen had gewonnen, was Royal de eerste vrouwelijke president in de geschiedenis van Frankrijk geworden. Op 17 november 2006 kozen haar partijgenoten haar tot presidentskandidaat. Haar voorsprong op Laurent Fabius en Dominique Strauss-Kahn was zo groot dat een tweede ronde niet nodig was.
In 2006 kwam zij enigszins in opspraak toen bekend werd dat haar broer Gérard Royal een van de mensen was geweest, die in 1985 in opdracht van de Franse geheime dienst het Greenpeace-schip de Rainbow Warrior tot zinken had gebracht, waarbij een Portugees-Nederlandse fotograaf omkwam. Hij heeft hiervoor een relatief korte gevangenisstraf uitgezeten.
Op 17 juni 2007 maakte Ségolène Royal officieel bekend dat zij en François Hollande na ongeveer dertig jaar uit elkaar waren gegaan. Zij hebben samen vier kinderen maar waren nooit gehuwd. De scheiding heeft politieke gevolgen, aangezien Royal te kennen had gegeven het partijleiderschap van Hollande te willen overnemen.

### Presidentsverkiezingen 2007
In de eerste ronde van de Franse presidentsverkiezingen 2007, op 22 april 2007, eindigde Ségolène Royal op de tweede plaats, met 25,87 % van de stemmen, tegen 31,18 % voor de rechtse kandidaat Nicolas Sarkozy. In de tweede ronde, op 6 mei 2007, was er keuze tussen Royal of Sarkozy. Nicolas Sarkozy behaalde de meeste stemmen waardoor hij president werd. Royal behaalde 46,94% van de stemmen, tegenover 53,06% voor Sarkozy. De opkomst van de stemgerechtigde Franse kiezer was zeer hoog: 83,77 %, het hoogste percentage in ongeveer veertig jaar. Royal deed ook mee aan de Presidentsverkiezingen 2012 in de vorm van de voorverkiezingen voor de Parti Socialiste, waar zij verloor en vierde eindigde met 6,95% van de stemmen.
Royal was in de periode 2014-2017 minister van ecologie, duurzame ontwikkeling en energie.